# Szydłowo (powiat Pilski)
Szydłowo is een dorp in het Poolse woiwodschap Groot-Polen, in het district Pilski. De plaats maakt deel uit van de gemeente Szydłowo en telt 750 inwoners.

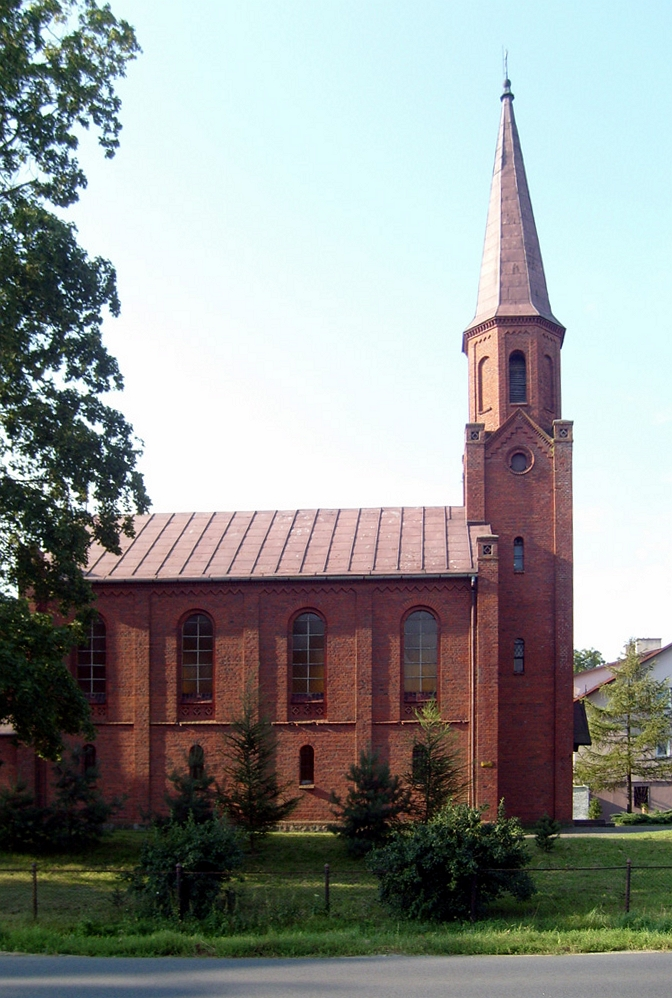
Kerk in Szydłowo